# Fekésháza
Fekésháza (szlovákul: Fekišovce) község Szlovákiában, a Kassai kerület Szobránci járásában.

## Fekvése
Szobránctól 8 km-re nyugat-északnyugatra, a Széles-tó keleti végétől délre fekszik.

## Története
1391-ben említik először.
A 18. század végén, 1796-ban Vályi András így ír róla: „FEKÉSHÁZA. Elegyes magyar falu Ungvár Vármegyében, birtokosai Bujanovits, és más Uraságok, lakosai katolikusok, fekszik Sobrántztól más fél mértföldnyire. Határja jó termékenységű, vagyonnyai is jelesek lévén, első Osztálybéli.”
A 19. században földesurai a Jantó, Huszty és a gróf Sztáray családok voltak.
Fényes Elek 1851-ben kiadott geográfiai szótárában így ír a faluról: „Fekésháza, tót-orosz f., Ungh vmegyében, Szobránczhoz éjszaknyugotra 1 1/2 órányira: 150 romai, 145 görög kath. 10 ref., 14 zsidó lak., s termékeny sík határral. F. u. Jantó örökösök, Huszty nemzetség és gr. Sztáray Kristóf.”
A trianoni diktátumig Ung vármegye Szobránci járásához tartozott.

## Népessége
| Év:            | 1994. | 2004.    | 2014.   | 2024.   |
| -------------- | ----- | -------- | ------- | ------- |
| Emberek száma: | 274   | 306      | 307     | 295     |
| Eltérés:       |       | +11,67 % | +0,32 % | -3,90 % |

| Év:            | 2023. | 2024.   |
| -------------- | ----- | ------- |
| Emberek száma: | 305   | 295     |
| Eltérés:       |       | -3,27 % |

1910-ben 415, túlnyomórészt szlovák anyanyelvű lakosa volt.
2003-ban 312 lakosa volt.
2011-ben 308 lakosából 293 szlovák volt.

## Nevezetességei
- Szűz Mária Születése tiszteletére szentelt, római katolikus temploma 1895-ben épült.